# Michail Semičastnyj
Michail Vasil'evič Semičastnyj (in russo Михаил Васильевич Семичастный?; Perlovka, 5 dicembre 1910 – Mosca, 30 agosto 1978) è stato un calciatore e allenatore di calcio sovietico.

## Caratteristiche tecniche
Secondo Michail Jakušin, suo compagno di squadra e poi allenatore, era un attaccante dotato di un grande fiuto del gol che eccelleva soprattutto nel colpo di testa, della stessa opinione è Nikolaj Starostin il quale aggiunge che fosse dotato di grande velocità e ottima mira già in giovane età.
Alla ripresa delle attività dopo la Seconda guerra mondiale, venne reinventato difensore centrale da Jakušin in virtù delle sue abilità aeree e della sua esperienza.

## Palmarès

### Giocatore

#### Club
- Vysšaja Liga: 5

Dinamo Mosca: 1936 (primavera), 1937, 1940, 1945, 1949
- Kubok SSSR: 1

Dinamo Mosca:1937

#### Individuale
- Capocannoniere della Vysšaja Liga: 1

1936 (primavera) (6 gol)

### Allenatore
- Kubok SSSR: 1

Dinamo Mosca:1953